# Ugnstemperatur
Ugnstemperaturen är viktig vid all matlagning inklusive bakning. 
Förr kände man av värmen med handen, genom att sticka in den mitt i ugnen. Härifrån kommer benämningarna i äldre recept "medelgod ugnsvärme" och liknande. Sedan hushållen fått tillgång till termometrar och ugnarna utrustats med termostater har det blivit allt vanligare med noggranna angivningar i grader Celsius. Hur de gamla, svepande benämningarna mera precist ska tolkas råder det skilda meningar om, vilket framgår av tabellen nedan, men det blir i alla fall en indikation om vart det lutar.
Vid praktisk tillämpning spelar emellertid 10 grader hit eller dit inte någon större roll. Till detta kommer att termostaterna har i sig en viss onoggrannhet, som varierar från exemplar till exemplar (tolerans) samt ett fabrikatberoende glapp mellan tillslag och frånslag (hysteres). Betydelse har också termostatens placering i ugnen, vilket bestäms av fabrikat och modell. Det inte minst viktiga är på vilken höjd i ugnen maten eller bakverket placeras. Där måste erfarenheten av den egna ugnens egenskaper utrönas genom lyckade eller misslyckade försök.
| Jämförelse mellan olika angivelser av ugnstemperaturer | Jämförelse mellan olika angivelser av ugnstemperaturer | Jämförelse mellan olika angivelser av ugnstemperaturer | Jämförelse mellan olika angivelser av ugnstemperaturer |
| Äldre köksbenämning                                    | Inställning (°C)                                       | Inställning (°C)                                       | Gasugn utan termostat (Lågans storlek)                 |
| ------------------------------------------------------ | ------------------------------------------------------ | ------------------------------------------------------ | ------------------------------------------------------ |
| Mycket svag värme                                      | 75–125                                                 | 100–130                                                | Minsta möjliga                                         |
| Ganska svag värme                                      |                                                        | >130–160                                               | Ca 1/4 av full                                         |
| Svag värme                                             | > 125–200                                              |                                                        |                                                        |
| Medelgod värme                                         |                                                        | >160–190                                               | Ca 1/3 av full                                         |
| Medelvarmt                                             | > 200–225                                              |                                                        |                                                        |
| God värme                                              | > 225–250                                              | >190–230                                               | Ca 1/2 av full                                         |
| Mycket varmt                                           | > 250–275                                              |                                                        |                                                        |
| Mycket god värme                                       |                                                        | >230–250                                               | Ca 3/4 av full                                         |
| Het ugn                                                | > 275–300                                              |                                                        |                                                        |
| Stark värme                                            |                                                        | >250–270                                               | Nästan full                                            |
| Extra stark värme                                      |                                                        | >270–300                                               | Full                                                   |